# Parowóz systemu Fairliego

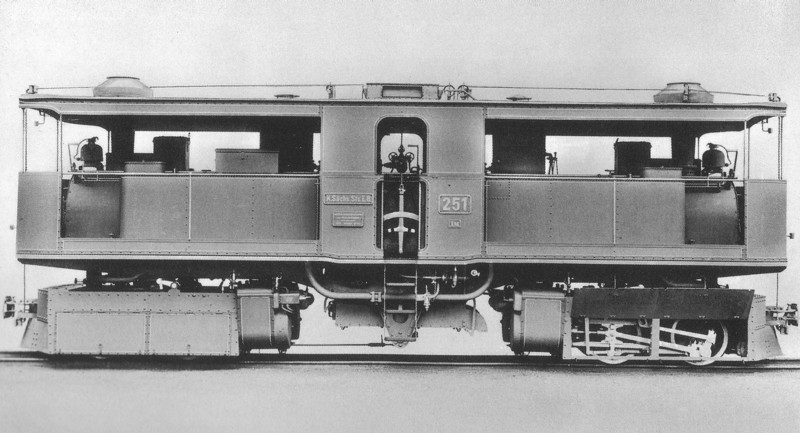
Parowóz saksoński I M

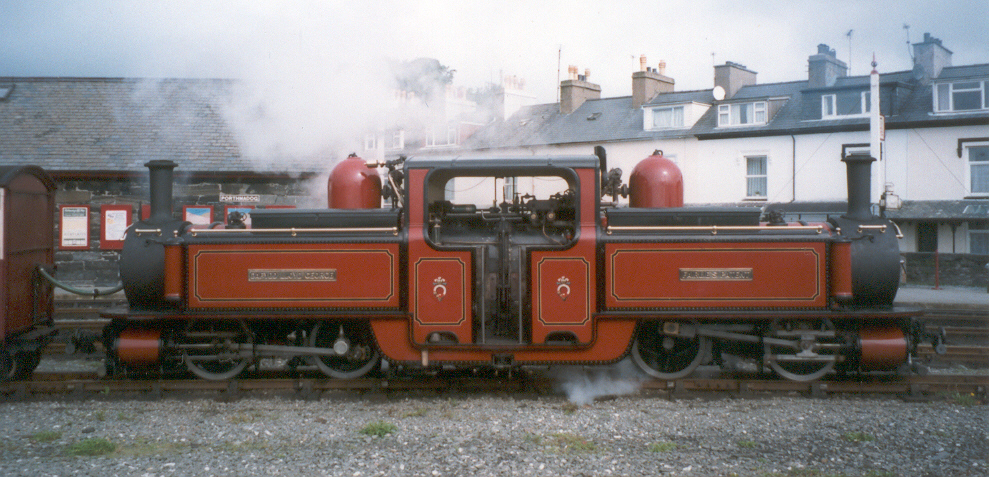
Parowóz wąskotorowy

Parowóz Fairliego – parowóz, którego osie napędne są osadzone w wózkach. Parowozy systemu Fairliego zwykle były maszynami wieloczłonowymi, spotyka się jednak jednoczłonowe maszyny tego systemu. 
Choć parowozy tego systemu (z nielicznymi wyjątkami) wyszły już z eksploatacji, to rozwiązania stosowane obecne w większości lokomotyw spalinowych i elektrycznych są rozwinięciem zastosowanych przez Farliego rozwiązań, tzn. osi napędnych zamocowanych w wózkach oraz dwóch kabin umożliwiających jazdę lokomotywy w obu kierunkach. 
Konstrukcja, opracowana i opatentowana w roku 1864 przez szkockiego inżyniera Roberta Francisa Fairliego, miała na celu usunięcie mankamentów występujących w stosowanych do tego czasu rozwiązaniach -  część masy lokomotywy spoczywającej na osiach tocznych oraz tendra będącego jedynie balastem i nie przyczyniającego się do zwiększenia masy przyczepnej lokomotywy. Tymczasem, ze względu na uzyskanie maksymalnej siły pociągowej, korzystne jest oparcie całej masy lokomotywy na osiach napędzanych (czyli wyeliminowanie osi tocznych oraz tendra). Ponadto lokomotywy budowane według dotychczasowych wzorów posiadały przód i tył, co powodowało, że nie były one przystosowane do jazdy pociągowej w obu kierunkach i wymagały ich obracania na stacjach zwrotnych z użyciem obrotnic lub trójkątów.